# Ornacieux-Balbins
Ornacieux-Balbins is een gemeente met de status van commune nouvelle in het Franse departement Isère in de regio Auvergne-Rhône-Alpes) en telde op 1 januari 2022 878 inwoners.
De gemeente is op 1 januari 2019 ontstaan door de fusie van de toenmalige gemeenten Balbins en Ornacieux en maakt deel uit van het arrondissement Vienne.

## Geografie
De oppervlakte van Ornacieux-Balbins bedroeg op 1 januari 2022 12,15 vierkante kilometer; de bevolkingsdichtheid was toen 72,3 inwoners per km².

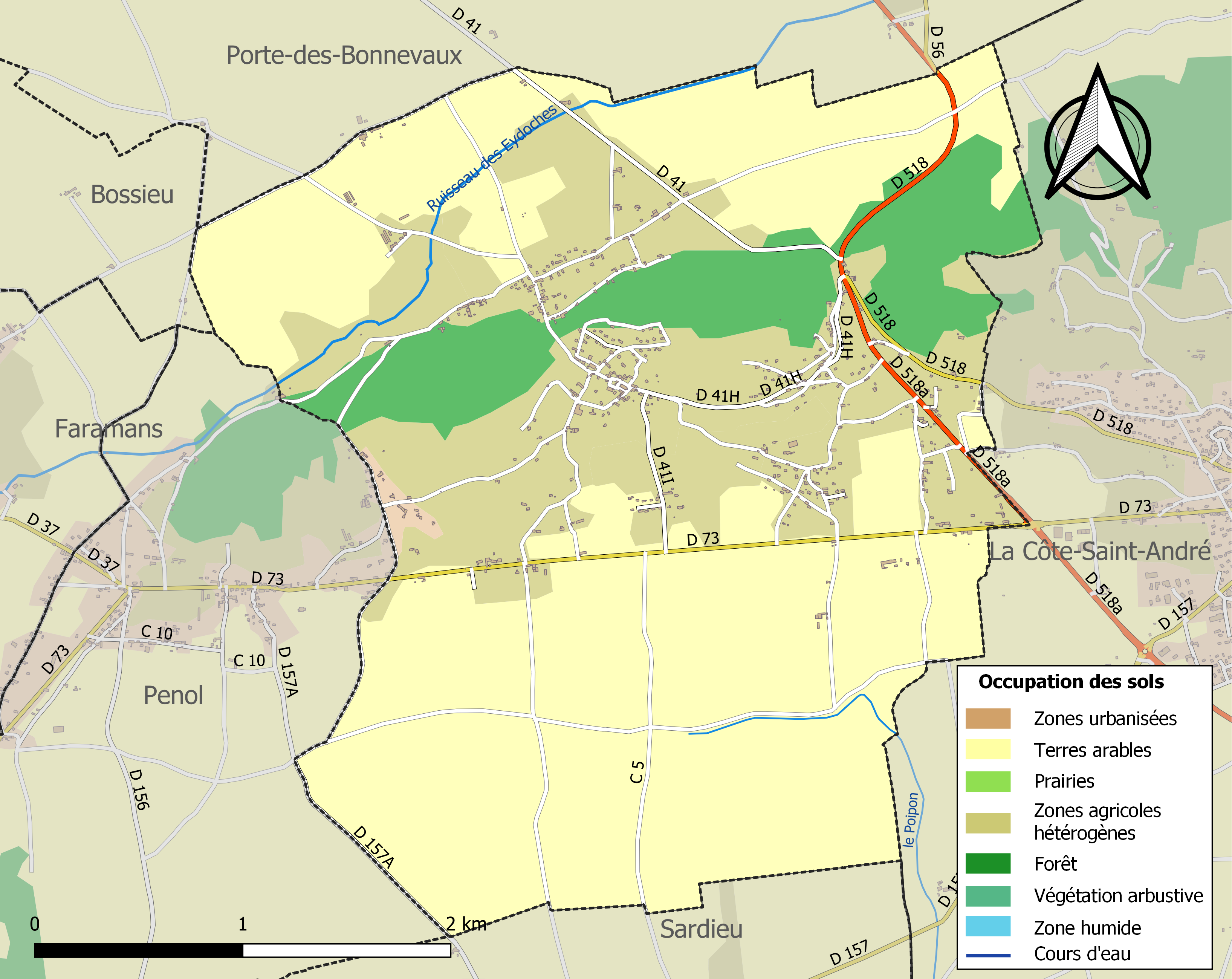
Kaart van de gemeente met de belangrijkste infrastructuur, bodemgebruik en omliggende gemeenten